# Pseudoterpna alba
Pseudoterpna alba là một loài bướm đêm trong họ Geometridae.